# Indywidualne Mistrzostwa Danii na Żużlu 2003
Indywidualne Mistrzostwa Danii na Żużlu 2003 – cykl turniejów żużlowych, mających na celu wyłonienie najlepszych żużlowców w Danii w sezonie 2003. Tytuł zdobył, po raz drugi w karierze, Nicki Pedersen.

## Finał
- Holsted – 3 kwietnia 2003

| Msc. | Zawodnik               | Klub      | Pkt |             | Uwagi             |
| ---- | ---------------------- | --------- | --- | ----------- | ----------------- |
| 1    | Nicki Pedersen         | Holsted   | 15  | (3,3,3,3,3) |                   |
| 2    | Hans Andersen          | Brovst    | 12  | (2,3,3,3,1) | I m. w 21. biegu  |
| 3    | Jesper Bruun Jensen    | Holsted   | 12  | (2,3,2,3,2) | II m. w 21. biegu |
| 4    | Bjarne Pedersen        | Holsted   | 11  | (3,0,3,2,3) |                   |
| 5    | Kenneth Bjerre         | Slangerup | 11  | (3,1,2,2,3) |                   |
| 6    | Ronni Pedersen         | Slangerup | 10  | (2,2,3,t,3) |                   |
| 7    | Charlie Gjedde         | Outrup    | 8   | (2,1,2,3,0) |                   |
| 8    | Niels Kristian Iversen | Holsted   | 8   | (3,t,1,2,2) |                   |
| 9    | Martin Vinther         | Brovst    | 7   | (1,2,1,1,2) |                   |
| 10   | Tom Madsen             | Brovst    | 6   | (w,2,0,2,2) |                   |
| 11   | Ulrich Østergaard      | Holsted   | 6   | (1,1,2,1,1) |                   |
| 12   | Henning Bager          | Holsted   | 5   | (1,2,1,0,1) |                   |
| 13   | Mads Pedersen          | Slangerup | 4   | (0,1,1,1,1) |                   |
| 14   | Claus Kristensen       | Slangerup | 3   | (0,3,0,0,0) |                   |
| 15   | Steven Andersen        | Outrup    | 2   | (1,w,0,1,0) |                   |
| 16   | Rene Holm              | Grinsted  | 0   | (0,0,0,0,0) |                   |
|      | rez. Ronnie Henningsen | Holsted   | 0   | (0)         |                   |
|      | rez. Charlie Moller    | Holsted   | 0   | (w)         |                   |

## Bieg po biegu
1. B. Pedersen, Jensen, Østergaard, Madsen (w)
2. Bjerre, Gjedde, Bager, Petersen
3. N. Pedersen, R. Pedersen, Winther, Holm
4. Iversen, H. Andersen, S. Andersen, Kristensen
5. H. Andersen, R. Pedersen, Bjerre, B. Pedersen
6. Kristensen, Madsen, Gjedde, Holm
7. Jensen, Winther, Petersen, Henningsen (Iversen – t)
8. N Pedersen, Bager, Østergaard, S. Andersen (w)
9. B Pedersen, Gjedde, Winther, S. Andersen
10. N Pedersen, Bjerre, Iversen, Madsen
11. R Pedersen, Jensen, Bager, Kristensen
12. H Andersen, Østergaard, Petersen, Holm
13. N Pedersen, B. Pedersen, Petersen, Kristensen
14. H Andersen, Madsen, Winther, Bager
15. Jensen, Bjerre, S. Andersen, Holm
16. Gjedde, Iversen, Østergaard, Moller (w) (R. Pedersen – t)
17. B Pedersen, Iversen, Bager, Holm
18. R Pedersen, Madsen, Petersen, S. Andersen
19. N Pedersen, Jensen, H. Andersen, Gjedde
20. Bjerre, Winther, Østergaard, Kristensen
21. Bieg dodatkowy o miejsca 2–3: H. Andersen, Jensen